# Хокер F.20/27
Хокер F.20/27 (енгл. Hawker F.20/27) је ловачки авион направљен у Уједињеном Краљевству. Авион је први пут полетео 1928. године. 

Упркос добрим особинама није развијан, пошто је у то време интерес конструктора прешао на знатно усавршени дизајн - Хокер фјури.

## Наоружање
| Наоружање авиона: Хокер        |     |
| Ватрено (стрељачко) наоружање  |     |
| Топ                            |     |
| Митраљез                       |     |
| Број и ознака митраљеза        | 2   |
| Калибар                        | 7,7 |
| Бомбардерско наоружање (бомбе) |     |
| Ракетно наоружање (ракете)     |     |